# 12833 Kamenný Újezd
(12833) Kamenný Újezd, denumire internațională (12833) Kamenny Ujezd, este un asteroid din centura principală de asteroizi.

## Descriere
12833 Kamenný Újezd este un asteroid din centura principală de asteroizi. A fost descoperit pe 2 februarie 1997 la Observatorul Kleť de Jana Tichá și Miloš Tichý. Asteroidul prezintă o orbită caracterizată de o semiaxă mare de 2,13 ua, o excentricitate de 0,16 și o înclinație de 2,6° în raport cu ecliptica.